# Bezirk Rheintal
Der Bezirk Rheintal war von 1803 bis 1831 eine Verwaltungseinheit des Kantons St. Gallen in der Schweiz. Er bildete den Teil des St. Galler Rheintals zwischen Rheineck und Rüthi.
Der Bezirk Rheintal bestand seit der Gründung des Kantons St. Gallen im Jahr 1803 aus den Gemeinden Thal, Rheineck, St. Margrethen, Au, Berneck, Diepoldsau, Balgach, Rebstein, Marbach, Altstätten, Eichberg, Oberriet und Rüthi.
Im Jahr 1831 wurde der Bezirk Rheintal in den Bezirk Oberrheintal und den Bezirk Unterrheintal aufgeteilt.